# Constantin Mazilu
Constantin Mazilu este un om politic român.
În 2008 a devenit viceprimar în comuna Lăpușata, după care, în decembrie 2008 a devenit deputat PSD de Vâlcea.
Din aprilie 2010 este membru UNPR.